# بوا أوبوزيتيفوليا
بوا أوبوزيتيفوليا (بوا ذات الاوراق المتقابلة) (بالإنجليزية: Bouea oppositifolia) هو نوع من النباتات يتبع جنس Bouea من الفصيلة البطمية.

## التوزيع والموطن
تنتشر هذه الشجرة في ماليزيا، وإندونيسيا (بما في ذلك جزر سوندا الكبرى)، وجنوب تايلاند، وميانمار، والهند، وسريلانكا.

## الوصف

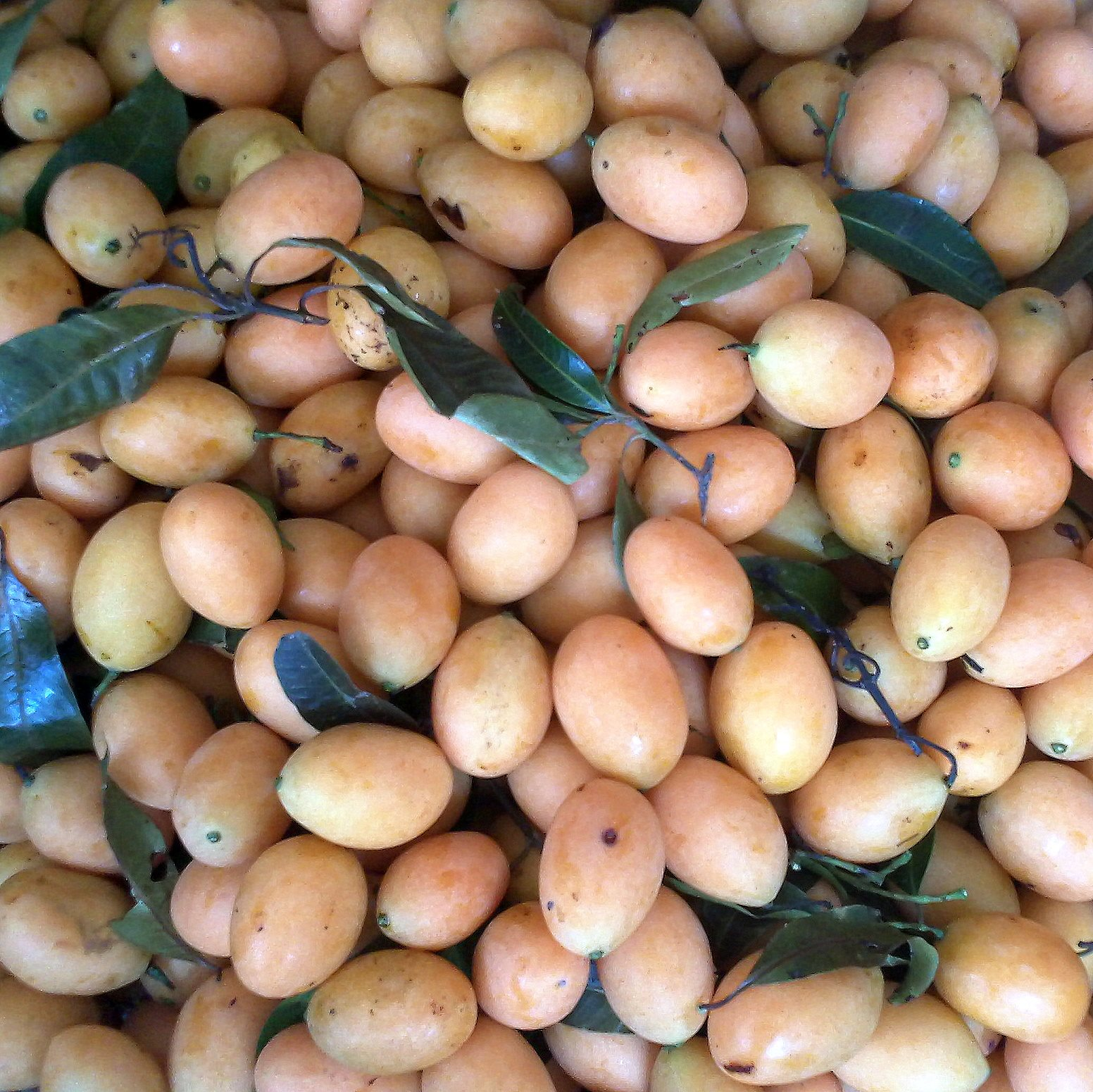

بوا أوبوزيتيفوليا هي شجرة دائمة الخضرة، يصل ارتفاعها عادة إلى 15 مترًا، وقد تصل أحيانًا إلى 30 مترًا. أوراقها بسيطة، بيضاوية الشكل، مصفوفة بشكل متقابل (ومن هنا جاء اسم النوع oppositifolia).
تنتج الشجرة أزهارًا صغيرة بيضاء اللون. أما الثمار، فهي دروب صغيرة مستديرة أو بيضاوية، يبلغ قطرها حوالي 1.5 إلى 2.5 سنتيمتر، وتتحول من الأخضر إلى الأصفر أو البرتقالي عند النضج. اللب حلو أو حامض المذاق، يحيط ببذرة واحدة كبيرة.

## الاستخدامات
تُزرع هذه الشجرة على نطاق واسع بسبب ثمارها الصالحة للأكل، والتي تُستهلك طازجة أو تُستخدم في صنع المربى والحلويات. كما تُزرع أحيانًا لأغراض الزينة بفضل شكلها الجذاب.

## وصلات خارجية
- معلومات نباتية من Kew Science

- موسوعة النباتات العالمية